# Бициклистички тим ЦЦЦ
Бициклистички тим ЦЦЦ (UCI код: CCC), бивши је  ворлд тур тим, који је прво био базиран у САД, а затим у Пољској, а чији је сувласник био Џим Ошовиц. Тим је основан под називом БМЦ 2007. године, али је компанија повукла спонзорство на крају 2018. након чега се БМЦ фузионисао са пољским континенталним тимом ЦЦЦ, чији је главни спонзор била пољска компанија за производњу обуће — CCC. Због пандемије ковида 19, компанија CCC је имала финансијских проблема и повукла се из тима. Ошовиц није могао да нађе другог спонзора и тим се угасио на крају сезоне 2020. Лиценцу у ворлд туру купио је про тур тим Сиркус ванти—гобер, који је тако промовисан у ворлд тур тим.
Највећи успјеси тима су освајање Тур де Франса 2011. са Каделом Евансом, Олимпијских игара 2016. са Грегом ван Аверматом, који је такође освојио Париз—Рубе 2017, као и освајање Свјетског првенства у екипном хронометру 2014. и 2015.

## Историја
Тим је потписао велики број важних возача за 2010 сезону, укључујући свјетског шампиона у друмској вожњи 2009 и освајача два друга мјеста на Тур де Франсу (каснијег побједника Тура) — Кадела Еванса; затим шампиона САД 2009 Џорџа Хинкапија, свјетског шампиона у друмској вожњи 2008 Алесандра Балана и класик специјалисте Карстена Крона и Маркуса Бургхарта.
Године 2010, БМЦ је први пут возио гранд тур трке, добивши позивницу за Ђиро д’Италију и Тур де Франс. На Ђиру, Еванс је освојио класификацију по поенима. Већ наредне сезоне, тим је достигао UCI про тур статус и Кадел Еванс је освојио Тур де Франс, узевши жуту мајицу на хронометру на етапи 20; Тур је освојио испред браће Шлек — Андија и Френка. За сезону 2012, у БМЦ су стигли Тор Хусховд и Филип Жилбер, свјетски шампиони из 2010 и 2012.
Године 2012, Еванс није био конкурентан за Тур де Франс, завршио је седми, два мјеста иза сувозача Тиџеја ван Гардерена, који је освојио класификацију за најбољег младог возача.
Еванс је на Ђиро д’Италији 2013 освојио треће мјесто, док је Тур де Франс завршио на 39. Тиџеј ван Гардерен завршио је на 45 мјесту, док је најбоље пласирани возач у генералном пласману био Стив Морабито, који је завршио на 35 мјесту. Убрзо након Тура, Џон Лаланж, који је био спортски директор од оснивања тима 2007, поднио је оставку из личних разлога. У септембру 2013, Валерио Пива је постављен за новог спортског директора.
У августу 2014 у тим су стигли Алесандро де Марки, Дамјано Карузо, Жан Пјер Дрикер и Роан Денис. Трансфер Дениса се исплатио одмах. Освојили су Свјетско првенство у екипном хронометру по први пут.
У фебруару 2015, Роан Денис је поставио нови рекорд у вожњи на сат времена, одвезавши 52.491 km. У БМЦ је из Скаја стигао Ричи Порт, који је промовисан у новог лидера тима, заједно са Ван Гардереном. Порт је у првој сезони завршио Тур на шестом мјесту, а највећу побједу БМЦ-у донио је Грег ван Авермат освајањем Тирено—Адријатика. Након добрих резултата у првом дијелу 2017, Порт био велики фаворит за освајање Тура, међутим пао је на деветој етапи и напустио је Тур, такође је завршио сезону због повреде. Силван Дилијер је побиједио на шестој, а Тиџеј ван Гардерен на етапи 18 Ђиро д’Италије 2017, док је Ван Авермат освојио Париз—Рубе. БМЦ је 2017. сезону завршио са 48 побједа, што је највише у историји тима.

## Допинг
У априлу 2010, Томас Фреј је био позитиван на ЕПО, због чега је аутоматски суспендован од стране тима. Фреј је касније отпуштен из БМЦ-а.
У августу 2017, UCI је саопштио да је Самуел Санчез био позитиван на допинг тесту на пралморелин. Он је аутоматски суспендован од стране тима, док се чекао резултат б узорка, који је објављен 4. октобра 2017 и такође је био позитиван. БМЦ је дан касније отпустио Санчеза.

## Возачи у тиму
Ажурирано 21. јануар 2018.
|                          | Возач                    | Датум рођења       |
| ------------------------ | ------------------------ | ------------------ |
| Патрик Бевин (NZL)       | Патрик Бевин (NZL)       | 15. фебруар 1991.  |
| Алберто Бетиол (ITA)     | Алберто Бетиол (ITA)     | 29. октобар 1993.  |
| Том Боли (SUI)           | Том Боли (SUI)           | 17. јануар 1994.   |
| Брент Буквалтер (USA)    | Брент Буквалтер (USA)    | 16. фебруар 1984.  |
| Грег ван Авермат (BEL)   | Грег ван Авермат (BEL)   | 17. мај 1985.      |
| Тиџеј ван Гардерен (USA) | Тиџеј ван Гардерен (USA) | 12. август 1988.   |
| Натан ван Хојдонк (BEL)  | Натан ван Хојдонк (BEL)  | 12. октобар 1995.  |
| Франсиско Вентосо (ESP)  | Франсиско Вентосо (ESP)  | 6. мај 1982.       |
| Данило Вис (SUI)         | Данило Вис (SUI)         | 26. август 1985.   |
| Лоик Влиген (BEL)        | Лоик Влиген (BEL)        | 20. децембар 1993. |
| Сајмон Геранс (AUS)      | Сајмон Геранс (AUS)      | 16. мај 1980.      |
| Алесандро де Марки (ITA) | Алесандро де Марки (ITA) | 19. мај 1986.      |

|                        | Возач                  | Датум рођења        |
| ---------------------- | ---------------------- | ------------------- |
| Роан Денис (AUS)       | Роан Денис (AUS)       | 28. мај 1990.       |
| Жемпи Дрикер (LUX)     | Жемпи Дрикер (LUX)     | 3. септембар 1986.  |
| Дамијано Карузо (ITA)  | Дамијано Карузо (ITA)  | 12. октобар 1987.   |
| Стефан Кинг (SUI)      | Стефан Кинг (SUI)      | 16. новембар 1993.  |
| Ричи Порт (AUS)        | Ричи Порт (AUS)        | 30. јануар 1985.    |
| Џои Роскоф (USA)       | Џои Роскоф (USA)       | 5. септембар 1989.  |
| Николас Роуч (IRL)     | Николас Роуч (IRL)     | 3. јул 1984.        |
| Јирген Руландс (BEL)   | Јирген Руландс (BEL)   | 2. јул 1985.        |
| Милс Скотсон (AUS)     | Милс Скотсон (AUS)     | 18. јануар 1994.    |
| Дилан Тена (BEL)       | Дилан Тена (BEL)       | 1. март 1992.       |
| Килијан Франкини (SUI) | Килијан Франкини (SUI) | 26. јануар 1994.    |
| Михел Шер (SUI)        | Михел Шер (SUI)        | 29. септембар 1986. |

## Битне побједе

### Национална и Свјетска првенства
2011
 Првенство Норвешке у друмској вожњи, Александер Кристоф
 Првенство Швајцарске у вожњи на хронометар, Мартин Колер
2012
 Првенство Швајцарске у вожњи на хронометар, Мартин Колер
 Свјетско првенство у друмској вожњи, Филип Жилбер
2013
 Првенство Италије у друмској вожњи, Иван Сантаромита
 Првенство Италије у вожњи на хронометар, Марко Пиноти
 Првенство Швајцарске у друмској вожњи, Михаел Шар
 Првенство Норвешке у друмској вожњи, Тор Хусховд
2014
 Првенство САД у друмској вожњи, Тејлор Фини
 Првенство Словачке у вожњи на хронометар, Петер Велиц
2015
 Свјетско првенство на писти (индивидуално), Стефан Кинг
 Првенство Швајцарске у вожњи на хронометар, Силван Дилијер
 Првенство Швајцарске у друмској вожњи, Данило Вајс
 Првенство Швајцарске на писти (индивидуално) Стефан Кинг
 Првенство Швајцарске на писти (трка на поене) Стефан Кинг
2016
 Првенство Аустралије у вожњи на хронометар Роан Денис
 Првенство САД у друмској вожњи, Тејлор Фини
 Првенство Италије у вожњи на хронометар, Мануел Квинзијато
 Првенство Белгије у друмској вожњи, Филип Жилбер
2017
 Првенство Аустралије у вожњи на хронометар Роан Денис
 Првенство Аустралије у друмској вожњи, Милс Скотсон
 Првенство Луксембурга у вожњи на хронометар, Жемпи Дрикер
 Првенство Швајцарске у вожњи на хронометар, Стефан Кинг
 Првенство САД у вожњи на хронометар, Џои Роскоф
 Првенство Швајцарске у друмској вожњи, Силван Дилијер
2018
 Првенство Аустралије у вожњи на хронометар Роан Денис
 Првенство САД у вожњи на хронометар, Џои Роскоф
 Првенство Швајцарске у вожњи на хронометар, Стефан Кинг

## Спонзори
Уз БМЦ, битни спонзори су 3Т сајклинг, шимано и континенталн АГ.